# Crepidomenus aurora
Crepidomenus aurora là một loài bọ cánh cứng trong họ Elateridae. Loài này được Calder miêu tả khoa học năm 1986.